# Лейк-Веллі (Нью-Мексико)
Лейк-Веллі (англ. Lake Valley) — переписна місцевість (CDP) в США, в окрузі Сан-Хуан штату Нью-Мексико. Населення — 64 особи (2010).

## Географія
Лейк-Веллі розташований за координатами 36°5′24″ пн. ш. 108°9′51″ зх. д. / 36.09000° пн. ш. 108.16417° зх. д. (36.090055, -108.164155).  За даними Бюро перепису населення США в 2010 році переписна місцевість мала площу 21,62 км², уся площа — суходіл.

## Демографія
Згідно з переписом 2010 року, у переписній місцевості мешкали 64 особи в 31 домогосподарстві у складі 14 родин. Густота населення становила 3 особи/км².  Було 43 помешкання (2/км²).
Расовий склад населення:
| - 73,4 % — корінних американців - 12,5 % — білих - 9,4 % — азіатів - 1,6 % — осіб інших рас |

До двох чи більше рас належало 3,1 %. Частка іспаномовних становила 3,1 % від усіх жителів.
За віковим діапазоном населення розподілялося таким чином: 14,1 % — особи молодші 18 років, 76,5 % — особи у віці 18—64 років, 9,4 % — особи у віці 65 років та старші. Медіана віку мешканця становила 46,5 року. На 100 осіб жіночої статі у переписній місцевості припадало 120,7 чоловіків;  на 100 жінок у віці від 18 років та старших — 96,4 чоловіків також старших 18 років.
Середній дохід на одне домашнє господарство  становив 37 950 доларів США (медіана — 49 167), а середній дохід на одну сім'ю — 44 715 доларів (медіана — 48 750). За межею бідності перебувало 30,9 % осіб, у тому числі 38,5 % дітей у віці до 18 років та 33,3 % осіб у віці 65 років та старших.
Цивільне працевлаштоване населення становило 12 особи. Основні галузі зайнятості: будівництво — 33,3 %, науковці, спеціалісти, менеджери — 25,0 %, публічна адміністрація — 16,7 %, освіта, охорона здоров'я та соціальна допомога — 16,7 %.